# Apus

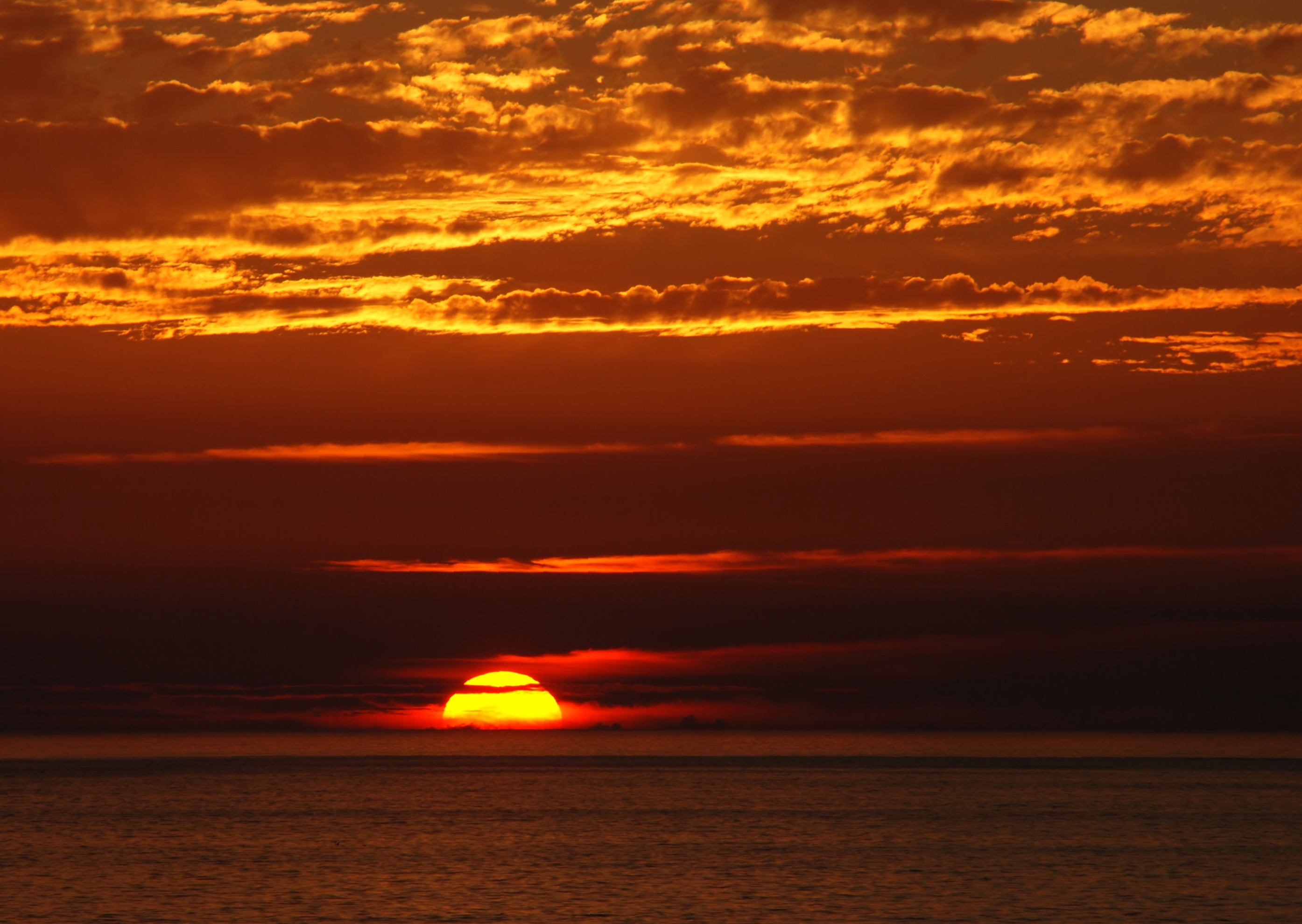
Soarele cu aproximativ un minut înainte de apusul astronomic.

Apusul este momentul serii (sau al după-amiezii foarte târzii) al dispariției marginii discului Soarelui dedesubtul orizontului, la vest, ca urmare a rotației Pământului. Apusul nu trebuie confundat cu momentele serii târzii, ulterioare acestuia, care se numesc crepuscul, în decursul căreia lumina de pe cer începe să dispară, și amurgul.
Întrucât refracția luminii face ca discul Soarelui să fie vizibil înaintea prezenței sale efective la orizont, din punct de vedere optic atât răsăritul cât și apusul sunt iluzii optice.  Iluziile optice ale Soarelui sunt foarte similare cu cele generată de Lună.